# 固体力学
固体力学（こたいりきがく）とは、連続体力学の一分野で、固体の運動や変形について取り扱う学問である。さらに細かい分野として弾性力学や塑性力学がある。固体力学で物体の運動を記述するには、固体内の粒子の外力による変位に注目するのが通常である。固体力学を用いると、物体にかかる負荷や、物体の強度について理論的に説明できる。このため、機械工学において機械を設計したり、事故の原因を突き止めたりするには固体力学の知識が不可欠である。